# Sogni d'oro
Sogni d'oro är en italiensk dramakomedi från 1981 i regi av Nanni Moretti.

## Utmärkelser
Filmen vann Juryns stora pris vid Filmfestivalen i Venedig 1981.

## Roller (urval)
- Nanni Moretti – Michele Apicella
- Piera Degli Esposti – Micheles mor
- Nicola Di Pinto – Nicola
- Alessandro Haber – Gaetano
- Laura Morante – Silvia
- Gigio Morra – Gigio Cimino
- Giampiero Mughini – programledare
- Remo Remotti – Freud
- Miranda Campa – Freuds mor
- Claudio Spadaro – Claudio